# Derek Taylor
Derek Taylor (Liverpool, 7 maggio 1932 – Sudbury, 8 settembre 1997) è stato un giornalista, scrittore e critico teatrale britannico.
Conosciuto soprattutto per il suo lavoro come addetto all'ufficio stampa dei Beatles (1964, 1968-1970), iniziò la sua carriera come giornalista locale a Liverpool collaborando con l'Hoylake and West Kirby Advertiser e lavorando successivamente per il Liverpool Daily Post e il Liverpool Echo. Divenne poi uno scrittore famoso nell'Inghilterra del nord per giornali nazionali come News Chronicle, Sunday Dispatch, Sunday Express. Inoltre, svolse regolarmente l'attività di rubricista e critico teatrale per il Daily Express. Come pubblicitario lavorò anche per Byrds, Beach Boys e Mamas and the Papas.

## Lavoro con i Beatles
Quando gli fu chiesto di scrivere una recensione su un concerto dei Beatles, Taylor era un giornalista di livello nazionale. I suoi editori si aspettavano che scrivesse un pezzo di critica dura su quello che al tempo la stampa nazionale considerava un'"insignificante mania adolescenziale". Tuttavia, Taylor rimase incantato dal gruppo e li lodò nel suo pezzo. Poco tempo dopo, fu invitato a incontrare il gruppo e presto divenne un giornalista di fiducia nella loro cerchia.
Quando i fari della fama inglese si accesero sui Beatles, gli editori di Taylor concepirono un nuovo progetto per aumentare le vendite: creare una colonna apparentemente scritta da un Beatle, in realtà redatta da Taylor. George Harrison fu il Beatle che doveva decidere sul da farsi. All'inizio, Harrison doveva solo valutare se accettare o respingere il contenuto, ma poi, dopo che non fu soddisfatto della prima bozza, il progetto si evolse in una cooperazione tra Harrison e Taylor: il primo raccontava aneddoti, mentre il secondo li rendeva adatti a essere pubblicati su un giornale.
Nei primi mesi del 1964, il manager dei Beatles, Brian Epstein, fece licenziare Taylor dal suo lavoro al giornale, per poi assumerlo come capo dell'ufficio stampa dei Beatles, dove Taylor svolse il ruolo di anello di congiunzione tra i media e il gruppo. Divenne poi per breve tempo l'assistente personale di Epstein: nella metà del 1964, infatti, aiutò Epstein a scrivere la sua autobiografia, A Cellarful of Noise. Taylor condusse alcune interviste con Epstein per il libro, poi plasmò le registrazioni audio in un racconto, conservando la maggior parte delle parole vere di Epstein.
Taylor svolse con riconosciuta competenza il suo compito di addetto stampa per la prima tournée dei Beatles negli Stati Uniti nell'estate del 1964, dimettendosi alla fine del tour per contrasti caratteriali con Epstein. In seguito, si trasferì con la famiglia in California. Nel 1965 fondò la sua compagnia di pubbliche relazioni, fornendo pubblicità a gruppi come The Byrds, The Beach Boys e Paul Revere and the Raiders. Tra le strategie di Taylor, è stato molto abile lanciare i Byrds come una nuova razza di band statunitense con parallelismi con i Beatles, così come incoraggiare gli artisti rock nascenti a capire la genialità musicale di Brian Wilson, fondatore dei Beach Boys. Taylor fu molto importante nel gruppo che produsse lo storico Monterey Pop Festival nel 1967, e lavorò come pubblicitario e come portavoce.
La canzone di George Harrison Blue Jay Way fu scritta durante la visita dello stesso in California nel 1967, in una notte nebbiosa aspettando Taylor e sua moglie che dovevano andare a visitarlo (There's a fog upon L.A. / And my friends have lost their way). Avendo trovato un piccolo organetto elettrico nella sua casa affittata (situata in Blue Jay Way), Harrison lavorò alla canzone fino al loro arrivo.
Taylor fu anche un fattore importante nella carriera musicale di Harry Nilsson; ascoltando la canzone intitolata 1941 alla radio, comprò uno stock (25 copie) del suo album Pandemonium Shadow Show, inviando copie a molte industrie musicali differenti, tra le quali i quattro Beatles, a cui piacque subito la musica e invitarono Nilsson a Londra. Successivamente, Nilsson divenne un collaboratore e uno stretto amico di John Lennon e Ringo Starr.
Nei primi mesi del 1968, Taylor tornò in Inghilterra per lavorare ancora per i Beatles, come addetto stampa della neonata Apple Records. Come esecutivo alla Apple, Taylor ebbe un ruolo importante nelle attività della compagnia. Il suo ruolo è documentato in The Longest Cocktail Party, un racconto della situazione della Apple della fine degli anni sessanta del giovane assistente di Taylor, Richard DiLello (soprannominò la Apple come "casa degli hippie").
Taylor, inoltre, appare nei versi della celeberrima canzone Give Peace a Chance, poiché era presente alle registrazioni della canzone.

## Dopo i Beatles
Dopo aver lasciato la Apple, Taylor lavorò per la neonata compagnia di incisioni WEA Records. Il ruolo di Taylor era Direttore dei progetti speciali, lavorando con artisti come i Rolling Stones, gli Yes, Neil Young o gli America.
Indipendentemente dal suo lavoro in WEA, Taylor co-produsse l'album di Nilsson A Little Touch of Schmilsson in the Night nel 1973. Precedentemente fornì le note di copertina per Aerial Ballet, sempre di Nilsson. Inoltre, una storia scritta dalla figlia di Taylor, Victoria, fu stampata dietro la copertina di Harry, altro album di Nilsson.

## Ritorno in America
Taylor tornò negli States alla fine degli anni sessanta, dove lavorò per la A&M Records come pubblicitario di Gene Clark, ex chitarrista dei Byrds, che diede vita al gruppo dei Phoenix. Nella metà degli anni settanta svolse il ruolo di vice presidente del marketing per la Warner Bros. In ogni caso, Taylor non si trovò bene durante questo periodo in California, e tornò in Inghilterra dopo un paio d'anni.

## Ancora in Inghilterra
All'inizio degli anni ottanta lavorò come coautore di libri con Michelle Phillips e Steven Spielberg. Lavorò anche con la compagnia cinematografica di Harrison Handmade Films. All'inizio del decennio successiva, gli fu chiesto di tornare alla Apple Records come responsabile del marketing di progetti multipli, come la pubblicazione in CD del catalogo Apple, e grandi pubblicazioni dei Beatles come Live at the BBC e The Beatles Anthology.

## Lavoro come autore
Nel 1973 scrisse una memoria molto informale, dal titolo As Time Goes By, pubblicata da Sphere Books e ristampata dalla sua Abacus l'anno successivo.
Nel 1980, Taylor collaborò ancora con Harrison, aiutandolo a completare la sua autobiografia I Me Mine. In seguito, Taylor scrisse la sua propria autobiografia titolata Fifty Years Adrift (In an Open Necked Shirt), pubblicata nel dicembre del 1983 dalla Genesis Publications, alla quale Harrison fece un'introduzione nel volume ad edizione limitata. Vennero stampate solo 2 000 copie, e il libro divenne presto un oggetto da collezione.
Nel 1987, It Was Twenty Years Ago Today (in italiano Estate d'amore e di rivolta - con i Beatles nella Summer of Love) celebrò i 20 anni della pubblicazione di Sgt. Pepper's Lonely Hearts Club Band, raccontando dettagliatamente persone ed eventi che formarono l'album e le situazioni legate alla Summer of Love. Il libro include fotografie e interviste tenute da Taylor.
As Time Goes by: Living in the Sixties (Rock and Roll Remembrances Series No 3) fu pubblicato nel giugno del 1990 negli Stati Uniti, mentre nel Regno Unito furono pubblicati What You Cannot Finish e Take a Sad Song in contemporanea con l'uscita di The Beatles Anthology. Fu pubblicato un CD postumo di interviste chiamato Here There and Everywhere: Derek Taylor Interviews The Beatles nel 2001.

## Vita privata
Taylor si sposò con Joan Taylor (nubile Doughty) nel 1958, e rimase vincolato con lei fino alla morte. La coppia ebbe sei figli: Timothy, Dominic, Gerard, Abigail, Vanessa e Annabel.
Derek Taylor morì di cancro l'8 settembre del 1997, a 65 anni. Al tempo, era ancora sotto contratto con la Apple.